# Guizotia
Guizotia es un género de plantas con flores, perteneciente a la familia  Asteraceae. Comprende 26 especies descritas y de estas, solo 9 aceptadas.

## Taxonomía
El género fue descrito por Alexandre Henri Gabriel de Cassini y publicado en Dictionnaire des Sciences Naturelles [Second edition] 59: 237, 247–248. 1829.

## Especies aceptadas
A continuación se brinda un listado de las especies del género Guizotia aceptadas hasta julio de 2012, ordenadas alfabéticamente. Para cada una se indica el nombre binomial seguido del autor, abreviado según las convenciones y usos.
- Guizotia abyssinica (L.f.) Cass.
- Guizotia arborescens Friis
- Guizotia × candussioi Cif.
- Guizotia jacksonii (S.Moore) Baagøe
- Guizotia scabra (Vis.) Chiov.
- Guizotia schimperi Sch.Bip. ex Walp.
- Guizotia villosa Sch.Bip. ex A.Rich.
- Guizotia × villosula Cif.
- Guizotia zavattarii Lanza